# Masque flou

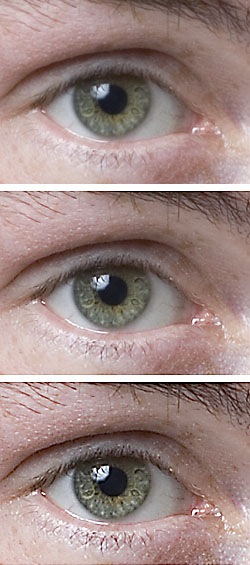

La photographie numérique a popularisé l'utilisation du masque flou pour accentuer les images, c'est-à-dire précisément pour améliorer leur piqué. Le principe de cette méthode avait néanmoins été imaginé dans le cadre de la photographie argentique. À la différence de la méthode de déconvolution qui implique des connaissances précises de la chaîne d'acquisition de l'image, cette méthode ne peut prétendre restituer, même partiellement, une information définitivement perdue. L'impression de netteté est améliorée par une augmentation du contraste d'une échelle de détails, ce qui peut conduire à l'ajout d'artéfacts si la correction est exagérée ou mal réglée.

## Notion de netteté
La netteté d'une photographie recouvre en fait deux notions : la résolution et le piqué. La résolution se réfère au niveau de détails que l'on peut distinguer ; c'est une qualité de l'appareil liée approximativement en numérique au nombre de pixels. Le piqué, qui se traduit par des contours bien définis, est lié à la qualité de l'objectif, à la précision de la visée et de la mise au point ; lui seul peut être amélioré par un traitement ultérieur.

## Masque flou argentique
Le négatif d'une photographie ayant été obtenu sur une plaque de verre, un positif est créé par contact avec un film à faible contraste. Ce positif est flou car le contact se fait avec le dos de la plaque et non émulsion contre émulsion, le degré de flou étant réglé en éclairant par une lumière plus ou moins diffuse.
Quand la lumière passe à travers les deux images (par exemple dans un agrandisseur), le positif annule partiellement l'information contenue dans le négatif original.

## Masque flou numérique

### Principe
Pour comprendre, il suffit de considérer une image en niveaux de gris (une photographie en noir et blanc) et de se limiter à ce qui concerne une horizontale le long de laquelle on passe d'une valeur sombre à une valeur un peu plus claire.
En photographie numérique, la netteté absolue peut se définir comme le passage d'une valeur sombre à une valeur claire sur un seul pixel. En fait, c'est un cas limite qui n'est pas rencontré dans une image au format JPEG, la perte d'information s'y traduisant par des oscillations de la valeur autour des valeurs théoriques (phénomène de Gibbs), conséquence de l'annulation de certaines composantes.
Si l'image est floue, le passage d'une valeur à l'autre se fait plus progressivement. Mathématiquement, une image est rendue floue en utilisant un filtre passe-bas qui élimine des détails associés à de plus hautes fréquences.
Une image dont la netteté est jugée contestable (les fins détails de plus hautes fréquences spatiales ne ressortent pas clairement) est dupliquée et la netteté du duplicata est encore réduite en lui appliquant un flou gaussien. La différence entre les valeurs de l'image originale et celles du duplicata définit le masque flou (filtre passe-haut)  qui, ajouté à l'image de départ, renforcera les détails.
L'utilisation du flou gaussien évite une coupure franche à l'origine du phénomène de Gibbs. En revanche, l'accentuation des hautes fréquences (qui concerne essentiellement les pixels voisins de la transition) fait apparaître la zone sombre, une zone étroite très sombre, une zone étroite très claire et la zone claire. Ce phénomène est exagéré dans l'illustration qui montre en fait ce qu'il ne faut pas faire.

### Cas d'une image en couleurs
Cette méthode s'applique a priori à une image en couleurs en traitant indépendamment les composantes rouge, verte et bleue. Ces traitements indépendants peuvent conduire à des incohérences (limitées si le taux d'accentuation reste raisonnable). Si cela paraît trop pénalisant, un logiciel comme GIMP permet de décomposer la couleur en Teinte Saturation Valeur et d'utiliser l'accentuation sur la seule valeur. Photoshop utilise plutôt la décomposition Lab et accentue la luminance en ignorant la chrominance.

### Paramètres
Avec cet outil, il est possible de régler trois valeurs :
1. le rayon, qui définit en quelque sorte la distance entre l'image originale et l'image ayant subi le flou ;
2. la quantité (cela semble être une traduction littérale de l'anglais amount, « intensité » pourrait paraître plus appropriée), qui est un simple multiplicateur des différences entre les deux courbes ;
3. le seuil, qui permet d'exclure les différences trop faibles.

## Amélioration du contraste local
La vision humaine s'adapte à la dynamique élevée d'une scène de la nature en s'ajustant en permanence aux luminosités des différentes zones. Ainsi elle tient beaucoup plus compte du contraste à petite échelle que du contraste à grande échelle.
L'utilisation décrite précédemment du masque flou modifiait l'image sur un petit nombre de pixels. Si on utilise ce masque avec un rayon de quelques dizaines de pixels, il permet d'augmenter la dynamique ressentie par l'observateur dans des zones perturbées par les conditions météorologiques (brume, fumée, etc.) ou éventuellement par la numérisation de l'image.